# Bacteroides fragilis
Bacteroides fragilis – beztlenowa Gram-ujemna bakteria o kształcie pałeczki.

## Morfologia
B. fragilis jest pałeczką pleomorficzną pod względem wielkości i kształtu. Jej wielkość mieści się w zakresie 0,5-1,5 × 1,0–6,0 μm. B. fragilis jest bakterią Gram-ujemną i nie posiada wici ani rzęsek, co czyni ją nieruchomą. Wykorzystuje za to fimbrie i polisacharydową otoczkę do adhezji do komórek organizmu człowieka (w odróżnieniu od lipopolisacharydu (LPS) tlenowych Gram-ujemnych pałeczek, LPS cechuje się brakiem lub niską aktywnością endotoksyczną).

## Mechanizmy zjadliwości
Dzięki wytwarzaniu polisacharydowej otoczki bakterie mogą wiązać się z powierzchnią otrzewnej oraz są chronione przed byciem sfagocytowanym przez komórki układu odpornościowego. Ochronę zapewniają im również produkowane przez nie podczas metabolizmu anaerobowego krótkołańcuchowych kwasów tłuszczowych (np. bursztynianu).
Wywołujące biegunkę enterotoksykogenne szczepy B. fragilis wytwarzają ciepłochwiejną toksynę BF (metaloproteinazę cynkową). Jej aktywność prowadzi do zmian morfologicznych w nabłonku jelita poprzez rearanżację włókien F-aktyny, co stymuluje komórki nabłonka do sekrecji chlorków i wody do światła jelita. Toksyna BF dodatkowo stymuluje komórki nabłonkowe do sekrecji interleukiny-8, która odpowiada za stan zapalny nabłonka.

## Chorobotwórczość
Bacteroides fragilis wywołuje zakażenia w obrębie jamy brzusznej (np. ropnie wątroby), zakażenia skóry i tkanki miękkiej, bakteriemię oraz zapalenia żołądka i jelit.

## Oporność na antybiotyki
Bakterie z rodzaju Bacteroides charakteryzują się największą wśród bakterii beztlenowych liczbą mechanizmów oporności na antybiotyki. Gatunki Bacteroidaceae wykazują rosnącą oporność na środki przeciwdrobnoustrojowe, takie jak cefoksytyna, klindamycyna, metronidazol, karbapenemy i fluorochinolony.